# Howard G. Minsky
Howard G Minsky (21 de enero de 1914 — Palm Beach (Florida), 10 de agosto de 2008) fue un productor de cine, ejecutivo de estudio y cazatalentos estadounidense. 
Empezó su carrera en la época del cine mudo, vendiendo bobinas de película puerta a puerta. Después de trabajar para 20th Century Fox y Paramount Pictures, fue contratado por para una agencia de talentos. 
Es especialmente conocido por ser el productor del éxito de los 70 Love Story. Cuando se estrenó en 1970, se pensó ampliamente que "Love Story" salvó a Paramount Pictures durante una época de dificultades financieras. Más tarde produjo Jory en 1973.
Minsky estuvo casado con su mujer, Sylvia, con la que vivó el Palm Beach (Florida) durante  más de 65 años hasta su muerte en 2008.

## Premios y reconocimientos
Premios Óscar
| Año  | Categoría      | Trabajo nominado | Resultado |
| ---- | -------------- | ---------------- | --------- |
| 1971 | Mejor Película | Love Story       | Nominado  |